# Norwegian Long Haul
Norwegian Long Haul war eine norwegische Billigfluggesellschaft mit Sitz in Bærum und betrieb die Langstreckenflüge für Norwegian Air Shuttle. Sie wurde im Januar 2012 ohne ein eigenes Air Operator Certificate (AOC) gegründet und war eine Tochtergesellschaft der Norwegian Air Shuttle. Norwegian Long Haul wurde von der Muttergesellschaft von ihren Hauptsitz in Bærum verwaltet. Der Betrieb wurde am 14. Januar 2021 endgültig eingestellt.

## Flugziele
Norwegian Long Haul bediente vornehmlich Transatlantikstrecken aus Nord- und Westeuropa. Drehkreuze waren hierbei Stockholm, Oslo und Kopenhagen, aber auch Paris, Amsterdam, Rom und Barcelona. In den Vereinigten Staaten wurden New York, Los Angeles, Oakland und Fort Lauderdale angeflogen. Zeitweise gab es auch Flüge nach Bangkok.

## Flotte
Vor der Corona-Pandemie, die zu einer weitgehenden Einstellung des Flugbetriebs führte, bestand die Flotte der Norwegian Long Haul aus bis zu 21 Flugzeugen vom Typ Boeing 787 ("Dreamliner").